# Maria da Mazóvia
Maria da Mazóvia (nascida entre 1408 e 1415 – 14 de fevereiro de 1454) foi uma Duquesa da Pomerânia, pelo casamento com Bogislau  IX, Duque da Pomerânia, e Regente da Pomerânia, de 1446 a 1449. 

## Vida
Ela era a sexta filha de Siemovite IV, Duque da Mazóvia, e Alexandra da Lituânia (filha do Grão-Duque Algirdas da Lituânia e irmã do Rei Ladislau II da Polônia).
Em 24 de junho de 1432, na Posnânia, Maria casou-se com Bogislau IX, Duque da Pomerânia, primo, em primeiro grau, e herdeiro designado de Érico da Pomerânia, Rei da Dinamarca, Noruega e Suécia. O casamento  fortaleceu a aliança entre Bogislau IX e o rei Ladislau II contra a Ordem Teutônica e, como resultado, eles perdem a terra que os conectava ao Sacro Império Romano-Germânico. Por isso, a Ordem tentou impedir o casamento, e Bogislau IX teve que chegar na Posnânia disfarçado de peregrino. 
Depois da morte do marido, em 7 de dezembro de 1446, Maria tornou-se o regente de seus domínios até 1449, quando o herdeiro varão e ex-rei, Érico, voltou para governar, depois de ser deposto de seus três reinos.
Maria morreu em 14 de fevereiro de 1454. Ela foi sepultada na Capela do Castelo de Słupsk. Durante as obras de restauração, em 1788, seu sarcófago foi encontrado e queimado.

## Descendência
- Sofia da Pomerânia (1435 – 24 de agosto de 1497), casou com Érico II, Duque da Pomerânia.
- Alexandra da Pomerânia (nascida por volta de 1437 – 17 de outubro de 1451[1][2]), noiva de Alberto III Aquiles, Margrave de Brandemburgo, em 1446.
- Filha de nome desconhecido (nascida antes 30 de novembro de 1449 - morta prematuramente).[3]